# Miragaia (Porto)
Pour les articles homonymes, voir Miragaia.
Miragaia est une ancienne freguesia de Porto qui, par la loi du 28 janvier 2013, a été fusionnée dans l'Union des Freguesias de Cedofeita, Santo Ildefonso, Sé, Miragaia, São Nicolau et Vitória.

## Personnalité
- Tomás Antônio Gonzaga (1744-1810), poète brésilien, né à Miragaia.